# Искусственные роды
Искусственные роды — метод прерывания нежелательной беременности на сроках от 20 недель после последней менструации путём провокации преждевременных родов.
Под искусственными родами также иногда понимают искусственную стимуляцию родов при перенашивании беременности (начиная с 41 недели) или проведение родов с помощью кесарева сечения.

## Приём простагландинов
Этот устаревший метод прерывания беременности заключается в приёме пациенткой гормона простагландина. Простагландин вызывает схватки и провоцирует медленное раскрытие шейки матки, что является довольно болезненной и продолжительной процедурой. Поэтому сейчас простагландин используется вместе с мифепристоном.

## Приём мифепристона
Большинство абортов на поздних сроках проводятся путём приёма мифепристона и спустя 36—48 часов — аналога простагландина (например, мизопростола). В отличие от принятия только простагландина, этот метод прерывания беременности более безопасный и безболезненный.
При проведении аборта на сроках более 22 недель возможно выживание ребёнка, который рождается с тяжёлыми патологиями, поэтому для умерщвления плода иногда инъецируется хлорид калия, вызывающий остановку сердца или прекращение кровоснабжения плода через пуповину.

## Солевой аборт («заливка»)
Из плодного пузыря (амниона) длинной иглой откачивается 200 мл амниотической жидкости и на её место вводится гипертонический (20 %) солевой раствор. Плод умирает от гипернатриемии, и дегидратации. Через 24—48 часов производится извлечение плода. Для вызывания родов используются простагландины. Ощущения во время солевого аборта такие же, как и при обычных родах, разница лишь в меньших размерах плода.
В связи с тем, что при солевом аборте часто рождаются жизнеспособные дети, этот способ используется врачами реже, чем, например, хирургический аборт, сопровождающийся расчленением плода.

## Юридические и моральные аспекты
Прерывание беременности на поздних сроках в России и ряде других стран возможно только по медицинским показаниям (в случаях тяжёлых патологий плода, осложнений угрожающих жизни матери). Во многих странах искусственные роды, как и аборт на ранних сроках, запрещены.
В 1973 году Верховный Суд США официально признал право на аборты. В 2003 году Американский Сенат одобрил законопроект, запрещающий прерывание беременности методом искусственных родов.